# جو فوي
جو فوي (بالإنجليزية: Joe Foy) هو لاعب كرة قاعدة أمريكي، ولد في 21 فبراير 1943 في ذا برونكس في الولايات المتحدة، وتوفي بنفس المكان في 12 أكتوبر 1989 بسبب نوبة قلبية.

## وصلات خارجية
- جو فوي على موقع دوري كرة القاعدة الرئيسي (الإنجليزية)
- جو فوي على موقعبيزبول رفرنس.كوم (الدوري الرئيسي) (الإنجليزية)
- جو فوي على موقعبيزبول رفرنس.كوم (الدوري الثانوي) (الإنجليزية)
- جو فوي على موقع إي إس بي إن.كوم (أم.أل.بي) (الإنجليزية)